# Рижик ялиновий
Рижик ялиновий, Хрящ-молочник шафрановий (Lactarius deterrimus) — вид грибів роду хрящ-молочник (Lactarius). Гриб класифіковано у 1968 році.

## Будова
Плодове тіло середнього розміру. Шапка до 12 в діаметрі має зелені цятки на місцях пошкодження. Помаранчевий сік темніє за 30 хв.

## Поширення та середовище існування
Поширений у Європі, особливо популярний у Норвегії. Зустрічається в Азії (Туреччина, Росія, Пакистан). В Україні зустрічається в Карпатах.

## Практичне використання
Їстівний гриб. Якщо з'їсти багато шафранового хряща-молочника — сеча людини забарвлюється у червоний колір. Проте це не несе жодної небезпеки здоров'ю людини.